# Rapazida
Ordre
Les Rapazida sont un ordre de protozoaires de l'embranchement des Euglenozoa et de la classe des Euglenophyceae.

## Liste des familles
Selon AlgaeBase (5 mai 2022) :
- Rapazidae Cavalier-Smith, 2016

## Systématique
Le nom valide complet (avec auteur) de ce taxon est Rapazida Cavalier-Smith, 2016.